# Compiere
Compiere ist eine freie Enterprise-Resource-Planning- und Customer-Relationship-Management-Software.
Compiere enthält Module für Einkauf, Vertrieb, Lagerverwaltung, Finanzbuchhaltung, Marketing, Projektmanagement, Customer-Relationship-Management, Content-Management, Supply-Chain-Management, Workflow-Management, E-Mail und Taskmanagement. Alle Datensätze in Compiere können auf externe Dokumente verweisen.
Wie andere ERP-Systeme kann Compiere ohne immensen Programmieraufwand an den individuellen Bedarf des Anwenders angepasst werden. Die Anpassungen können innerhalb des Compiere-Clients auch vom Anwender selbst vorgenommen werden.
Compiere ist mehrsprachig, mehrwährungs- und mandantenfähig.
Compiere hebt sich von anderen Produkten dadurch ab, dass es alle Geschäftspartner in einer einzelnen Datenstruktur speichert. Auf die klassische Unterscheidung und separate Speicherung von Lieferanten, Kunden, Interessenten und Marketingadressen wurde zu Gunsten des Vorteils verzichtet, das Kundenmanagement durch ein Geschäftspartnermanagement zu ersetzen. Klassische CRM-Systeme fokussieren nur den Kunden. Für ein Unternehmen ist diese Funktionalität aber für Kunden, Lieferanten und Interessenten essenziell. Wegen dieser erweiterten Funktionalität müsste man das CRM-Modul von Compiere eigentlich Geschäftspartnermanagement nennen.
Compiere kann aktuell auf PostgreSQL,  Postgres Plus Advanced Server und verschiedenen Oracle-Datenbanksystemen eingesetzt werden. Die Version für PostgreSQL und Oracle XE ist frei verfügbar und reicht für viele Installationen aus. Die Oracle-XE-Version ist auf 4 GB Datenbankvolumen und eine CPU beschränkt. Die kommerzielle Version des Datenbankmanagementsystems besitzt eine Reihe zusätzlicher GUI-Funktionen oder auch z. B. PDF-Export. Als Datenbanken für die kommerzielle Version können Oracle-Datenbanken und der von EnterpriseDB angebotene Postgres Plus Advanced Server verwendet werden. Versionen für Datenbanken wie DB2 und MS SQLServer stehen noch aus.
Compiere wird mit einer Duallizenz angeboten. Der Anwender hat die Wahl zwischen der freien GPL-Version oder der kommerziellen Lizenz, die er im Rahmen eines Wartungsvertrages erwerben kann.

## Projektabspaltungen

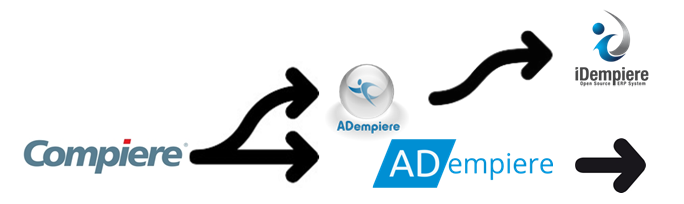
Compiere spin-offs

Nachdem Compiere nicht mehr unter einer offenen Lizenz lief, sondern zur klassischen proprietären Anwendung wurde, spaltete das die Entwicklergemeinde, und im August 2006 entstand das Folgeprojekt ADempiere.
2011 führte ein weiterer Streit zwischen den Entwicklern zu einer neuen Abspaltung, so dass es derzeit zwei ADempiere Entwicklungslinien und einen „Enkel“ von Compiere gibt: ADempiere.net, ADempiere.org und iDempiere.org. Außerdem gibt es die Projekte Openbravo und Metasfresh.